# Gilles A. Tiberghien
 (avril 2008).
Si vous disposez d'ouvrages ou d'articles de référence ou si vous connaissez des sites web de qualité traitant du thème abordé ici, merci de compléter l'article en donnant les références utiles à sa vérifiabilité et en les liant à la section « Notes et références ».
Pour les articles homonymes, voir Tiberghien.
Gilles A. Tiberghien, né en 1953 est un philosophe français, agrégé et docteur en philosophie, Maître de conférences à l'université Paris-I Panthéon Sorbonne où il enseigne l’esthétique. 
Il est membre du comité de rédaction des Cahiers du Musée d'art moderne. Il est, avec Jean-Marc Besse (directeur de recherche au CNRS), codirecteur de la rédaction des Carnets du paysage (Actes Sud). Il a dirigé la collection Arts et esthétique aux éditions Carré, Hoëbeke et Desclée de Brouwer.

## Publications

### Ouvrages
- Land art, Carré, 1993 ; Carré, 2012 ; réédition augmentée, octobre 2012
- Land Art Travelling, collection 222, ERBA (École régionale des beaux-arts de Valence), 1996, [revu et augmenté, éditions Fage, 2018]
- La nature dans l'art, sous le regard de la photographie, numéro 99 de la collection « Photopoche », réédité par Actes Sud en 2004
- Patrick Tosani, Hazan, 1997
- Le principe de l’axolotl & suppléments. Essais sur les voyages, Actes Sud, 1998 ; réédition augmentée, 2011
- Nature, art, paysage, Actes Sud / ENSP, 2001
- Amitier, Desclée de Brouwer, 2002 ; rééd. Le Félin, poche, 2008
- Notes sur la Nature, la cabane et quelques autres choses, Le Félin, 2005 ; réédition revue et augmentée, 2014, 3°éd augmentée, 2023[1] ----[1] https://editionsdufelin.com/livre/notes-sur-la-nature-la-cabane-et-quelques-autres-choses
- Emmanuel Hocquard, « Poètes d’aujourd’hui » Seghers, 2006
- Finis Terrae : imaginaires et imaginations cartographiques, Bayard, 2007 ; réédition revue et augmentée, 2020
- Paysages et jardins divers, éd Mix, 2008, 2e éd. augmentée, 2015
- Courts-circuits, éd du Félin, 2008
- Dans La Vallée (avec Gilles Clément) Dialogues. Biodiversité, Art et Paysage, Bayard, 2009
- Pour une République des rêves, Les presses du réel, 2011
- Les objets photographiques de Patrick Tosani, Paris, Flammarion, 2011 (avec un entretien entre Patrick Tosani et Michel Poivert)
- Aimer. Une histoire sans fin, Paris, Flammarion, 2013
- Petite bibliothèque de l’amoureux, Champs, Flammarion, 2013
- « La lanterne rouge », in Des apparences bien suivies (recueilli avec « L’amertume du pamplemousse », de Stéphane Crémer), Art3, Nov. 2014
- Récits du monde, IMEC éditions, 2018[1] ----[1] https://bibliobs.nouvelobs.com/idees/20190129.OBS9280/recits-du-monde-a-l-imec-voyage-au-pays-de-l-archive.html
- De la nécessité des cabanes, Bayard, 2019
- Le paysage est une traversée, Parenthèses, 2020
- Restaurer les œuvres dans la nature, coll. « dits », Institut National d'Histoire de l'Art, janvier 2021
- Aux frontières du rêve. Un voyage en Asie. Arléa, 2023
- Paysmages. Exercice de déchiffrement, Paris, éditions Loco, 2025
- Emmanuel Hocquard. Une enquête en poésie. Bordeaux, L’attente, 2025

### Anthologies
- « Les vrais paradis sont les paradis qu’on a perdus ». Présentation et choix de textes de Marcel Proust. Éditions La Martinière/Éditions Xavier Barral, coll. « voix » (dir. Stéphane Crémer), Mai 2004
- Petite bibliothèque de l’amoureux, Champs, Flammarion, 2013

### Coordination et direction d'ouvrages ou de revues

#### Livres
- Alex Mac Lean, Chroniques aériennes [avec Dominique Carré], éditions Carré / La Découverte, Paris, 2010
- Peter Hutchinson, éditions Gilles Fage, Lyon, 2016
- Opération Cartographiques [avec Jean Marc Besse], Arles, Actes Sud / ENSP, 2017
- John Brinckeroff Jackson, Le paysage accessible et autres textes, Textes choisis et présentés par Gilles A. Tiberghien, Marseille, édition Parenthèse,2023

#### Revues
- « Bord à bord », Les Carnets du paysage, no 15, octobre 2007
- « La Croisée des mondes » (avec Jean-Luc Brisson), Carnets du paysage, no 21, septembre 2011
- « Du dessin », Les Carnets du paysage, no 24, printemps 2013
- « Benedetto Croce », Revue internationale de philosophie, no 2, Bruxelles, 2014
- « Déchets » (avec Bernadette Lizet), Carnets du Paysage, no 29, mars 2016
- « John Brinckeroff Jackson » (avec Jean-Marc Besse et Jordi Ballesta), Les Carnets du Paysage, no 30, automne 2016
- « Sous l'Horizon » Les Carnets du paysage, no 34, septembre 2018

### Articles
- La vraie légende de Stalker, in Revue Vacarme 28, Cahier, Été 2004, version en ligne, publiée le 26 février 2014

### Conférences - Séminaires
- Schulz Melody, Performance avec Philippe Poirier, musicien, créée en 2011, filmée en 2019[2]

#### Traductions et préfaces
- C. Michelstaedter, Épistolaire, Éditions de l’Éclat, 1990
- B. Croce, Essais d'Esthétique, Gallimard, coll. « Tel », 1991
- L. Pareyson, Conversations sur l'esthétique, Gallimard, Bibliothèque de philosophie, 1992
- L. Pareyson, Ontologie de la liberté, Éditions de l'Éclat, 1998
- R. Milani, Esthétiques du paysage, Actes Sud, 2005, (préface d'Alain Roger)
- L. Pareyson, Esthétique. Théorie de la formativité [avec Rita di Lorenzo], Éditions Rue d’Ulm, coll. « Æsthetica », 2007
- Carl Andre et Hollis Frampton, Douze dialogues, 1962-1963, traduction de l’anglais avec Valérie Mavridorakis [postface avec Valérie Mavridorakis], Macula, (2023)

### Responsable de l'édition desŒuvresde Croce au Félin
- Bréviaire d'esthétique de Benedetto Croce - traduction de Georges Bourgin, revue par GAT. Préface de Gilles A. Tiberghien, Le Félin, 2005